# Bahnhof Kitami-Esashi
Der Bahnhof Kitami-Esashi (jap. 北見枝幸駅, Kitami-Esashi-eki) ist ein ehemaliger Bahnhof auf der japanischen Insel Hokkaidō. Er befand sich in der Unterpräfektur Sōya auf dem Gebiet der Stadt Esashi und war von 1936 bis 1985 in Betrieb.

## Beschreibung
Kitami-Esashi war die südliche Endstation der 30,4 km langen Kōhin-Nordlinie, die in Hama-Tombetsu von der (ebenfalls stillgelegten) Tenpoku-Linie abzweigte. Der Bahnhof lag im Stadtzentrum und war von Norden nach Süden ausgerichtet. Er verfügte über ein Gleis für den Personenverkehr, das Empfangsgebäude stand an der Ostseite der Anlage. Zwei weitere Gleise dienten dem Güterverkehr. Hinzu kamen eine Drehscheibe und ein Privatanschlussgleis zu einem Holzverarbeitungsbetrieb. Die Strecke endete etwa 150 Meter südlich des Bahnhofs.
Das Empfangsgebäude wurde abgerissen und an leicht nach Süden versetzter Lage durch einen Busterminal der Gesellschaft Sōya Bus ersetzt, während eine neu gebaute Straße der früheren Bahntrasse folgt.

## Geschichte
Das Eisenbahnministerium eröffnete den Bahnhof am 10. Juli 1936. Die von Hama-Tombetsu her kommende und hier endende Kōhin-Nordlinie war als Teil der Kōhin-Linie geplant worden, die entlang der gesamten Küste des Ochotskischen Meeres verlaufen und Wakkanai mit Abashiri verbinden sollte. Im über 50 km entfernten Ōmu endete seit 1935 die Kōhin-Südlinie. Auf dem dazwischen liegenden Abschnitt bestand bereits ein bedeutender Teil des Unterbaus, doch nach dem Ausbruch des Pazifikkriegs im Juli 1937 wurden sämtliche Bauarbeiten eingestellt. Der Bahnbetrieb auf der Kōhin-Nordlinie ruhte aus Rationierungsgründen vom 1. November 1944 bis zum 5. Dezember 1945.
1960 beschloss das Verkehrsministerium die Fertigstellung der Kōhin-Linie, doch das Verkehrsvolumen nahm in den folgenden Jahren markant ab. Weitere Bauarbeiten unterblieben und das Projekt wurde 1977 endgültig aufgegeben. Aus Kostengründen stellte die Japanische Staatsbahn am 1. Februar 1984 den Güterumschlag und die Gepäckaufgabe ein. Etwas mehr als ein Jahr später, am 15. Juli 1985, legte sie die Kōhin-Nordlinie still.